# 蒋梦婕
蒋梦婕（1990年12月7日—），安徽芜湖人。北京舞蹈学院附中2001級芭蕾舞专业毕业，因出演《新版红楼梦》中林黛玉一角色而知名。出道初期与林申、杨洋、于小彤、徐海乔、阎妮、李沁、高洋、阚清子、李依蔓、马晓灿为荣信达影视力捧演员。

## 生平

### 出道
蔣夢婕出生於安徽蕪湖，小學就讀於蕪湖市育紅小學，2001年，11歲時赴北京就讀北京舞蹈學院附屬中學，屬芭蕾舞專業。2007年，電視劇紅樓夢正在籌拍當中，但原定導演胡玫請辭，由李少紅接任，由於原來紅樓夢中人選秀過程存在諸多非議，因此選秀出的人選不再直接獲得參演機會，而是重新在全國（主要是北京地區）各大藝術類院校進行主要的少年演員的廣泛甄選，當時17歲的蔣夢婕和其中学同班同學宣璐均通過遴選進入劇組參加培訓。在紅樓夢開機兩個月之後的2008年7月17日的正式發佈會上，蔣夢婕被宣佈爲小黛玉的飾演者，雖然2008年1月李少紅曾透露過姚笛飾演成年林黛玉，但隨着姚笛角色的更換，最後蔣夢婕成爲林黛玉唯一飾演者，自此進入演藝圈。

### 解約風波
2015年4月27日上午，蔣夢婕在其個人微博發表聲明，已與簽約已近7年的經紀公司荣信达影视解約。解約原因是公司未對其進行合理事務安排，自己沒有選擇主動權，演藝工作長期陷於停滯，以及對於網絡謠言“劉志軍潛規則傳聞”澄清不力等。她也是自楊洋之後，荣信达影视第二位在合約未滿時解約的藝人。其後其代理律師聲明她和楊洋的合約一樣，同爲長達15年的“霸王合約”。4月28日，同是紅樓夢演員出身的徐海喬發表聲明稱其已與荣信达影视和平解約，並言“曾經相愛過，又何必相殺？”，有人解讀爲意指蔣夢婕解約事件。

### 勒索事件
2023年4月19日，蔣夢婕在微博发文自曝被人偷拍裙底并遭受勒索。她表示该偷拍视频在多个网站的观看次数已超过一百万。她在报警后于4月2日收到受案回执。

## 影视作品

### 电视剧
| 首播年份 | 剧名                 | 角色          | 备注                 |
| 2010年   | 新红楼梦             | 林黛玉        | 2008-09年拍攝        |
| 2011年   | 青春旋律             | 濮晓唐        |                      |
| 2011年   | 被遺棄的秘密         | 六六          |                      |
| 2012年   | 刺青海娘             | 沉香          |                      |
| 2013年   | 王者清風             | 宋田田        |                      |
| 2013年   | 生死相依             | 梁素素        |                      |
| 2013年   | 一克拉梦想           | 刘美丽        |                      |
| 2015年   | 绝命追踪             | 郁子          |                      |
| 2015年   | 翻身姐妹第一季       | 钱喵喵        | 網絡劇               |
| 2015年   | 婚姻攻防战之爱要付出 | 柯一苗        |                      |
| 2016年   | 翻身姐妹第二季       | 钱喵喵        | 網絡劇               |
| 2016年   | 28岁未成年           | 凉夏          | 網絡劇               |
| 2017年   | 云巅之上             | 季晴          |                      |
| 2017年   | 风光大嫁             | 宁夏          |                      |
| 2020年   | 我在北京等你         | 贾小朵        |                      |
| 2020年   | 你成功引起我的注意了 | 令寻寻        | 網絡劇               |
| 2020年   | 欢喜猎人             | 周老師        | 客串                 |
| 2021年   | 骊歌行               | 孙灵淑        |                      |
| 2021年   | 理想照耀中国         | 李志强        | 单元《第五十五封信》 |
| 2021年   | 功勋                 | 田荷花        | 单元《袁隆平的梦》   |
| 2023年   | 凌云志               | 杨岚          | 2017年拍攝           |
| 2023年   | 说好的幸福           | 楊欣然        | 2013年拍攝           |
| 2023年   | 问苍茫               | 宋美龄        |                      |
| 2024年   | 时光代理人           | 周曉白        | 網絡劇               |
| 2025年   | 有你的时光里         | 黎菲          |                      |
| 2025年   | 人生若如初见*        | 萧凤兰        |                      |
| 待播出   | 北爱2013             | 叶小然        | 2011拍攝             |
| 待播出   | 聊斋新编之花姑子     | 小曼          | 2013年拍攝           |
| 待播出   | 我们的秘密           | 許心儿        | 2015年拍攝           |
| 待播出   | 哥不是传说           | 桃子          | 2017年拍攝           |
| 待播出   | 團圓的季節           | 曹玉芬 卢依林 | 2018年拍攝           |
| 待播出   | 斗局                 | 叶子          |                      |

### 电影
| 上映年份 | 电影名               | 角色   |
| 2011年   | 百年情書             | 陳意映 |
| 2012年   | 飲食男女：好遠又好近 | 唐小兰 |
| 2013年   | 功夫侠               | 刘婕   |
| 2013年   | 来历不明             | 舒忆楠 |
| 2013年   | 一路顺疯             | 小兰   |
| 2014年   | 完美假妻168          | 雯丽   |
| 2014年   | 小河亲过我的脸       | 彩凤   |
| 2016年   | 蒸发太平洋           | 任杏   |
| 2016年   | 三少爺的劍           | 小麗   |
| 2017年   | 春娇救志明           | Flora  |
| 2017年   | 巨额来电             | 徐小兔 |
| 2021年   | 狗果定理             | 禾苗   |
| 2021年   | 青春作伴好还乡       |        |
| 2023年   | 惊天救援             | 郑雯   |
| 2024年   | 戏杀                 | 云思月 |
| 2024年   | 危机航线             | 菲安娜 |
| 2025年   | 獵金遊戲             | 徐晓慧 |
| 待上映   | 傻狍子               |        |

### 舞台剧
| 上映年份 | 电影名   | 角色         | 备注           |
| -------- | -------- | ------------ | -------------- |
| 2009年   | 水上红楼 | 林黛玉       | 大型舞台水景秀 |
| 2011年   | 布袋和尚 | 花魁         | 音乐剧         |
| 2011年   | 预演2012 | 网络新闻记者 |                |

### 配音作品
| 上映年份 | 电影名     | 角色 | 备注                   |
| -------- | ---------- | ---- | ---------------------- |
| 2010年   | 新版红楼梦 | 紫鵑 | 黛玉為小惜春王培祎所配 |

## 音樂作品

### 影視音樂
| 發行年份 | 歌曲名稱 | 劇名         | 性質 | 備註                 | 收錄專輯 |
| -------- | -------- | ------------ | ---- | -------------------- | -------- |
| 2010年   | 可歎     | 電視劇紅樓夢 | 插曲 | 與寶釵扮演者李沁對唱 |          |

## 服裝品牌
2013年，成立私人服裝品牌“Mlle be Comely”。

## 備註
1. ↑  《人生若如初见》曾於2022年7月18日在爱奇艺平台上线6集剧集，但1小时后撤下